# Kreiskogel
Kreiskogel är en bergstopp i Österrike.   Den ligger i distriktet Murau och förbundslandet Steiermark, i den centrala delen av landet, 190 km sydväst om huvudstaden Wien. Toppen på Kreiskogel är 2 306 meter över havet. Kreiskogel ligger vid sjön Großer Winterleitensee. Den ingår i Seetaler Alpen.
Terrängen runt Kreiskogel är bergig österut, men västerut är den kuperad. Närmaste större samhälle är Judenburg, 12,6 km nordost om Kreiskogel. 
I omgivningarna runt Kreiskogel växer i huvudsak blandskog. Runt Kreiskogel är det ganska glesbefolkat, med 31 invånare per kvadratkilometer.